# Boophis opisthodon
Boophis opisthodon is een kikker uit de familie gouden kikkers (Mantellidae). De soort werd voor het eerst wetenschappelijk beschreven door George Albert Boulenger in 1888. Oorspronkelijk werd de wetenschappelijke naam Rhacophorus opisthodon gebruikt. De soort behoort tot het geslacht Boophis.

## Leefgebied
De kikker is endemisch in Madagaskar. De soort komt voor in het zuiden en oosten van het eiland, van nationaal park Masoala tot aan Tôlanaro, en leeft op een hoogte tot de 550 meter.

## Beschrijving
Mannetjes hebben een lengte van 52 tot 57 millimeter en vrouwtjes kunnen tot de 85 millimeter lang worden. De rug is lichtbruin en de buik is crèmekleurig.

## Synoniemen
- Rhacophorus opisthodon Boulenger, 1888